# Silas Melson
Silas Melson (Portland, 22 agosto 1996) è un cestista statunitense.